# Саша Вечански
Саша Вечански (Панчево, 1969 — 2018) био је српски драмски писац и књижевник.

## Биографија
Радио је у градској библиотеци у Панчеву.
Писао је за децу и одрасле, у периоду од 1996. до 2018.
Био је у браку са глумицом Јасмином Вечански.

## Награде
- Награда Стеријиног позорја[3][4][5]
- Награда Бранислав Нушић
- Награда Југословенског драмског позоришта за савремени драмски текст[6]
- Награда Радио телевизије Србије за сценарио телевизијске драме[6]
- Награда за најбољу дечју представу у целини[6]

## Дела
- Без маске
- Лутке од дрвета
- Храбри кројач[7]
- Варавина опција
- Нигде, сценарио[8]